# Schlacht von Yamen

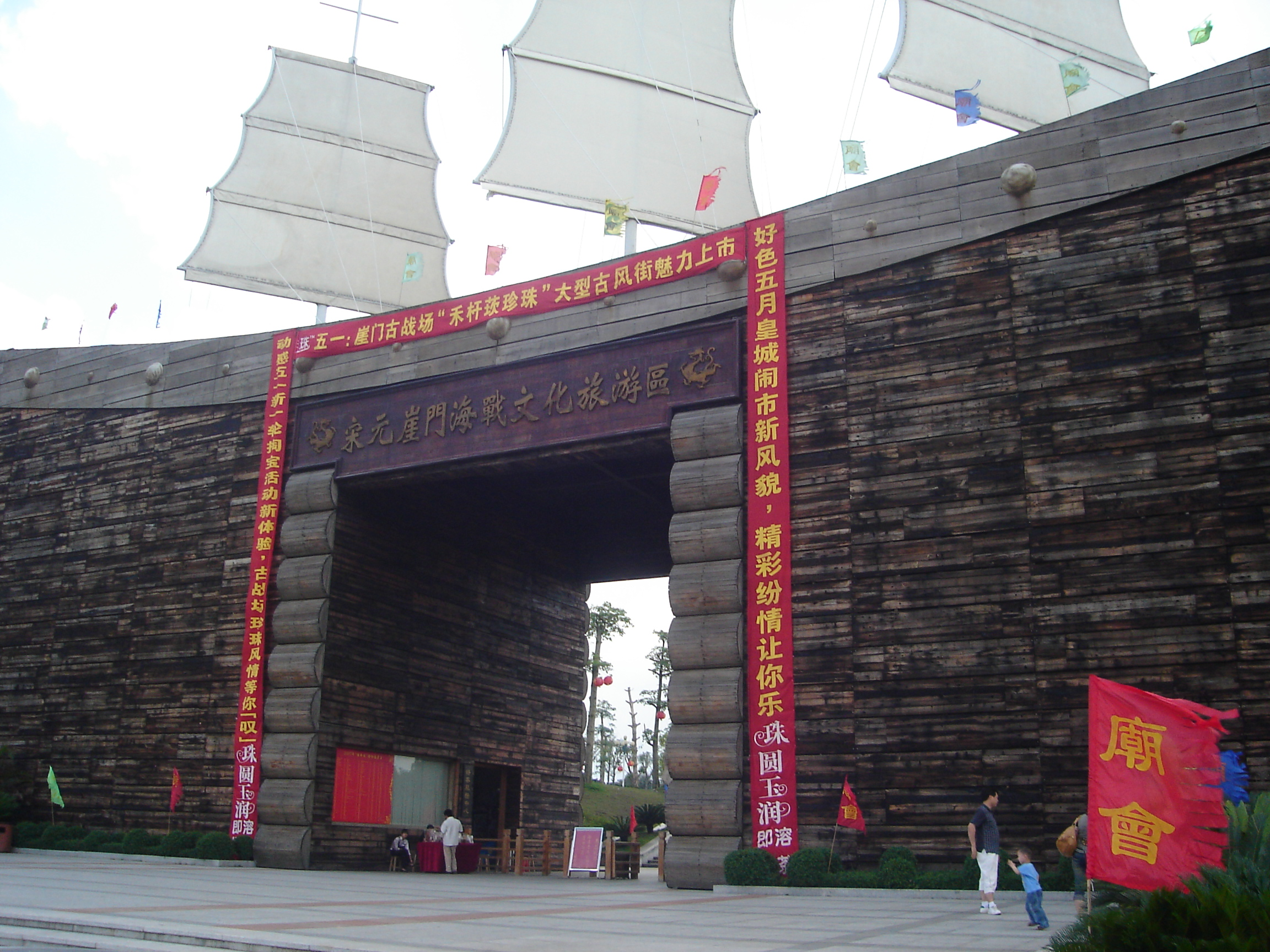
Kulturtourismuszone zur Schlacht von Yamen in Xinhui, Jiangmen, Guangdong

Die Schlacht von Yamen, die am 19. März 1279 bei Yamen (chinesisch 崖门 / 崖門 – „Klippentor“) im heutigen Distrikt Xinhui (新会/新會) am linken Ufer des Perlflussdeltas (Unterlauf des Westflusses (chinesisch 西江, Pinyin Xī Jiāng – „Westlicher Fluss“)) stattfand, war eine der größten Seeschlachten in der Weltgeschichte. Trotz einer zahlenmäßigen Überlegenheit der Streitkräfte der Song-Dynastie unter ihrem Admiral Zhang Shijie siegte die Flotte des Kublai Khan und beendete damit die Herrschaft der Song-Dynastie.

## Hintergrund und Verlauf
Große Teile Südchinas (so die Hauptstadt Hangzhou) waren bereits seit 1276 von den Mongolen unter Kublai Khan erobert. So versuchten die Führer der Song-Dynastie, durch eine Seeschlacht im Deltagebiet des Perlflusses das Blatt zu wenden. Die Schlacht wurde trotz der mehrfachen zahlenmäßigen Überlegenheit der Songstreitkräfte zum Desaster, die mehr als 100.000 Menschen das Leben kostete. Der Premierminister und kaiserliche Berater Lu Xiufu (陆秀夫, 1232–1279) erkannte die Aussichtslosigkeit der Lage, nahm den Kindkaiser Song Bing und sprang mit ihm bei Yaishan in den Fluss, um sich und seinem Herrscher das Leben zu nehmen, bevor sie die Mongolenarmee am Berg Ya nahe dem Fluss erreichten, weswegen die Schlacht auch „Seeschlacht am Berg Ya“ heißt. Die Tat sollte als Zeichen des Widerstandes und der Unbeugsamkeit gegenüber den Fremden gelten. Damit endete die Song-Dynastie nach 314 Jahren und die Herrschaft der Yuan-Dynastie begann.